# Société archéologique du Gers
La Société archéologique, historique, littéraire et scientifique du Gers est une société savante fondée en 1891 à Auch dans le département du Gers par le chanoine Jules de Carsalade du Pont.

## Historique

Société archéologique du Gers - Place Saluste du Bartas à Auch

Fondée en 1891 sous le nom de « Société archéologique du Gers » par le chanoine Jules de Carsalade du Pont, secrétaire de l'archevêque d'Auch Louis Gouzot et également secrétaire de la Société historique de Gascogne, son caractère de société savante est reconnu par un arrêté du préfet du Gers, Léonce Boudet, en date du 29 mai 1894.
En 1900, à la nomination de Carsalade du Pont en qualité d'évêque de Perpignan, l'intérim est assuré par le vice-président Auguste Ditandy (1826-1902), inspecteur d'Académie.
En janvier 1903, Philippe Lauzun est élu président de la société, avec le soutien d'Adrien Lavergne qui préfère ne conserver que la charge de vice-président. Il le demeure jusqu'à son décès, en 1920, date à laquelle lui succède jusqu'en 1935 le maire de Lectoure, Jules de Sardac (1863-1946), médecin.
La société prend son nom complet de Société archéologique, historique, littéraire et scientifique du Gers en 1936. De 1935 à 1954, elle est présidée par Gilbert Brégail (1869-1955), instituteur à Jegun et Solomiac puis professeur au lycée d'Auch.

Les collaborateurs de la Société archéologique sont alors principalement des érudits sans formation historique à l'attention desquels Gilbert Brégail rédige en 1948 ce qu'il nomme, s'inspirant de La Méthode historique appliquée aux sciences sociales de Seignobos, les « lois de la science historique » : 

« Lois de la science historique :
1. Toujours puiser aux sources.
2. Ne rien écrire qu'on ne sache d'original et produire ses références (renvois à des livres, à des pages de manuscrits et à des cotes d'archives).
3. Éviter les assertions sans preuves.
4. Travailler d'après les textes.
5. Distinguer le fait important, intéressant à élucider, d'avec le fait insignifiant sans intérêt, à négliger.
6. Apprécier la valeur d'un fait historique d'après son degré d'influence sur l'évolution de l'individu, du groupe ou de la société que l'on étudie ; éviter de s'attacher à des faits purement contingents absolument vides de signification.
7. Présenter les faits d'une manière impartiale et toute objective.
8. Éviter les publications intégrales de tout l'inédit où les faits signifiants sont noyés dans l'insignifiance et le fatras.
9. Que les recherches soient longues et les résultats courts.
10. Que l'histoire locale ainsi présentée constituera une décentralisation intellectuelle et se rattachera facilement à l'histoire générale. »

— Gilbert Brégail, président de la Société archéologique du Gers, 1948.
L'arrivée d'Henri Polge en 1948 donne à la société une orientation nettement plus spécialisée. Gilbert Brégail présente sa démission en 1954. Le chanoine Bourgeat refuse la charge et demande le report de ses voix sur l'historien Maurice Bordes, (1915-2003), professeur d'histoire moderne à l'université de Nice, élu à l'unanimité.
Maurice Bordes préside la société jusqu'en 1993, date à laquelle lui succède son gendre, Georges Courtès, professeur d'histoire au lycée de Lectoure et conseiller général du Gers.
En 2020, ce dernier cède le siège à Jacques Lapart, professeur d'histoire au lycée d'Auch, assisté de Pascal Geneste et de Gilbert Sourbadère.
Depuis les années cinquante, le vice-président ou le secrétaire général est traditionnellement le directeur des Archives départementales du Gers.
| Identité                               | Période | Période | Durée |
| Identité                               | Début   | Fin     | Durée |
| -------------------------------------- | ------- | ------- | ----- |
| Marigeorges Allabert (d) (née en 1964) | 2012    | 2017    | 5 ans |
| Pascal Geneste (d) (né en 1971)        | 2018    |         |       |

| Identité                          | Période      | Période       | Durée            |
| Identité                          | Début        | Fin           | Durée            |
| --------------------------------- | ------------ | ------------- | ---------------- |
| Philippe Lauzun (1847 - 1920)     | janvier 1903 | 21 avril 1920 | 17 ans et 3 mois |
| Jules de Sardac (1863 - 1946)     | 1920         | 1935          | 15 ans           |
| Gilbert Brégail (d) (1869 - 1955) | 1935         | 1954          | 19 ans           |
| Maurice Bordes (1915 - 2003)      | 1954         | 1993          | 39 ans           |
| Georges Courtès (né en 1941)      | 1993         | 2020          | 27 ans           |
| Jacques Lapart (d)                | 2020         |               |                  |

## Activité
Son objet est l'étude des diverses disciplines (archéologie, histoire, littérature, art, sciences) « dans le cadre de l'ancienne province de Gascogne et plus particulièrement dans les pays qui ont formé le département du Gers ». La Société se réunit le premier mercredi après-midi de chaque mois à son siège, 13 place Saluste-du-Bartas à Auch. Ses actions concernent l'éducation populaire et la sauvegarde du patrimoine. Elle organise des visites guidées, des banquets, la remise des prix du patrimoine, et ouvre sa bibliothèque au public sur rendez-vous.

## Publications
De 1891 à 1899, le compte rendu des séances de la Société sont publiés dans la Revue de Gascogne sous le titre Soirées Archéologiques aux Archives départementales,. La Société publie ensuite une revue trimestrielle, le Bulletin de la Société archéologique, historique, littéraire et scientifique du Gers, en abrégé BSAG, sans interruption depuis 1900. Elle publie également divers documents comme les Actes des journées des archéologues gersois.